# Leopoldo Zea Aguilar

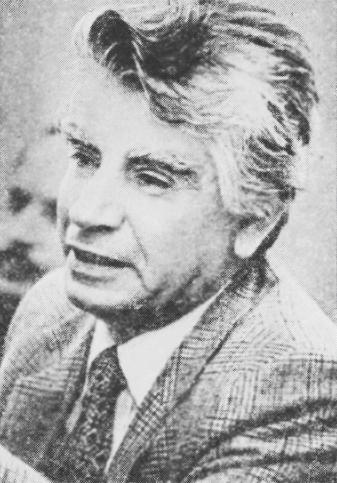
Leopoldo Zea Aguilar

Leopoldo Zea Aguilar (* 30. Juni 1912 in Mexiko-Stadt; † 8. Juni 2004) war ein mexikanischer Philosoph.

## Leben
Zea war Professor für Philosophie an der Nationalen Autonomen Universität von Mexiko, wo er 1966 die Schule für Lateinamerikastudien gründete. Er wurde als Kenner des lateinamerikanischen Positivismus bekannt und befasste sich in zahlreichen Büchern mit der kulturellen und historischen Identität des Kontinents. Für sein Werk wurde er u. a. mit dem Nationalpreis für Wissenschaften und Künste (1980), dem Premio Gabriela Mistral und der Medalla Belisario Domínguez del Senado de la República (2000) ausgezeichnet.

## Schriften (Auswahl)
Auf Deutsch sind von ihm erschienen:
- Signale aus dem Abseits: eine lateinamerikanische Philosophie der Geschichte. München: Eberhard, 1989, ISBN 3-926777-03-6
- Warum Lateinamerika? Aachen: Verlag der Augustinus-Buchhandlung, 1994, ISBN 3-86073-265-X
- Am Ende des 20. Jahrhunderts: ein verlorenes Jahrhundert? Aachen: Verlag der Augustinus-Buchhandlung, 1997, ISBN 3-86073-367-2